# Deputati della XIX legislatura della Repubblica Italiana
Questo elenco riporta i nomi dei deputati della XIX legislatura della Repubblica Italiana dopo le elezioni politiche del 2022, in base alla lista nella quale risultano eletti.
La lista degli eletti è stata confermata dal verbale dall'Ufficio elettorale centrale nazionale, presso la Corte suprema di cassazione, che in data 8 ottobre 2022 ha concluso il processo di assegnazione dei seggi.

## Consistenza del gruppi
| Gruppo | Inizio leg. | Fine 2022 | Fine 2023 | Fine 2024 | 2025 (attuale) |
| --- | ----------- | --------- | --------- | --------- | -------------- |
| Fratelli d'Italia (FDI)                                                                                         | 118         | 118       | 118       | 117       | 116            |
| Partito Democratico - Italia Democratica e Progressista (PD-IDP)                                                | 69          | 69        | 69        | 70        | 70             |
| Lega - Salvini Premier (Lega)                                                                                   | 66          | 66        | 66        | 65        | 65             |
| Forza Italia - Berlusconi Presidente - PPE (FI-PPE)                                                             | 44          | 44        | 44        | 48        | 51             |
| Movimento 5 Stelle (M5S)                                                                                        | 52          | 52        | 52        | 50        | 49             |
| Azione - Popolari europeisti riformatori - Renew Europe (AZ-PER-RE)                                             | 21          | 21        | 12        | 10        | 10             |
| Alleanza Verdi e Sinistra (AVS)                                                                                 | 12          | 12        | 11        | 10        | 10             |
| Noi Moderati (Noi con l'Italia, Coraggio Italia, UDC e Italia al Centro)-MAIE-Centro Popolare (NM(N-C-U-I)M-CP) | 9           | 9         | 10        | 10        | 10             |
| Italia Viva - Il Centro - Renew Europe (IV-C-RE)                                                                | –           | –         | 9         | 7         | 6              |
| Misto | 9           | 9         | 9         | 13        | 13             |
| • Minoranze linguistiche (ML)                                                                                   | 4           | 4         | 4         | 4         | 4              |
| • +Europa | 3           | 3         | 3         | 3         | 3              |
| • Non iscritti (NI)                                                                                             | 2           | 2         | 2         | 6         | 6              |
| Totale | 400         | 400       | 400       | 400       | 400            |

## Composizione storica
| Nominativo                        | Circoscrizione        | Collegio plurinominale     | Collegio uninominale                 | Lista/gruppo di elezione    | Gruppo (partito) | Gruppo (partito)                                                |
| --------------------------------- | --------------------- | -------------------------- | ------------------------------------ | --------------------------- | ---------------- | --------------------------------------------------------------- |
| Davide Aiello                     | Sicilia 1             | Sicilia 1 - 01             | 01 - Palermo Settecannoli            | M5S                         |                  | Movimento 5 Stelle                                              |
| Lucia Albano                      | Marche                | Marche - 01                | Proporzionale                        | FDI                         |                  | Fratelli d'Italia                                               |
| Enrica Alifano                    | Campania 2            | Campania 2 - 01            | Proporzionale                        | M5S                         |                  | Movimento 5 Stelle                                              |
| Cristina Almici                   | Lombardia 3           | Lombardia 3 - 02           | Proporzionale                        | FDI                         |                  | Fratelli d'Italia                                               |
| Gaetano Amato                     | Campania 1            | Campania 1 - 02            | 07 - Torre del Greco                 | M5S                         |                  | Movimento 5 Stelle                                              |
| Alessia Ambrosi                   | Trentino-Alto Adige   | Trentino-Alto Adige - 01   | Proporzionale                        | FDI                         |                  | Fratelli d'Italia                                               |
| Vincenzo Amendola                 | Basilicata            | Basilicata - 01            | Proporzionale                        | PD-IDP                      |                  | Partito Democratico - Italia Democratica e Progressista         |
| Vincenzo Amich                    | Piemonte 2            | Piemonte 2 - 02            | Proporzionale                        | FDI                         |                  | Fratelli d'Italia                                               |
| Alessandro Amorese                | Toscana               | Toscana - 01               | Proporzionale                        | FDI                         |                  | Fratelli d'Italia                                               |
| Giorgia Andreuzza                 | Veneto 1              | Veneto 1 - 01              | 02 - Chioggia                        | Centro-destra               |                  | Lega per Salvini Premier                                        |
| Antonio Angelucci                 | Lazio 1               | Lazio 1 - 02               | Proporzionale                        | Lega                        |                  | Lega per Salvini Premier                                        |
| Alfredo Antoniozzi                | Calabria              | Calabria - 01              | Proporzionale                        | FDI                         |                  | Fratelli d'Italia                                               |
| Chiara Appendino                  | Piemonte 2            | Piemonte 2 - 02            | Proporzionale                        | M5S                         |                  | Movimento 5 Stelle                                              |
| Giovanni Arruzzolo                | Calabria              | Calabria - 01              | 04 - Vibo Valentia                   | Centro-destra               |                  | Forza Italia                                                    |
| Anna Ascani                       | Umbria                | Umbria - 01                | Proporzionale                        | PD-IDP                      |                  | Partito Democratico - Italia Democratica e Progressista         |
| Stefania Ascari                   | Emilia-Romagna        | Emilia-Romagna - 02        | Proporzionale                        | M5S                         |                  | Movimento 5 Stelle                                              |
| Carmela Auriemma                  | Campania 1            | Campania 1 - 02            | 05 - Acerra                          | M5S                         |                  | Movimento 5 Stelle                                              |
| Alberto Bagnai                    | Abruzzo               | Abruzzo - 01               | 01 - Chieti                          | Centro-destra               |                  | Lega per Salvini Premier                                        |
| Roberto Bagnasco                  | Liguria               | Liguria - 01               | 04 - La Spezia                       | Centro-destra               |                  | Forza Italia                                                    |
| Ouidad Bakkali                    | Emilia-Romagna        | Emilia-Romagna - 03        | Proporzionale                        | PD-IDP                      |                  | Partito Democratico - Italia Democratica e Progressista         |
| Antonio Baldelli                  | Marche                | Marche - 01                | Proporzionale                        | FDI                         |                  | Fratelli d'Italia                                               |
| Vittoria Baldino                  | Calabria              | Calabria - 01              | Proporzionale                        | M5S                         |                  | Movimento 5 Stelle                                              |
| Andrea Barabotti                  | Toscana               | Toscana - 01               | Proporzionale                        | Lega                        |                  | Lega per Salvini Premier                                        |
| Anthony Barbagallo                | Sicilia 2             | Sicilia 2 - 03             | Proporzionale                        | PD-IDP                      |                  | Partito Democratico - Italia Democratica e Progressista         |
| Paolo Barelli                     | Lazio 1               | Lazio 1 - 02               | Proporzionale                        | FI                          |                  | Forza Italia                                                    |
| Valentina Barzotti                | Lombardia 4           | Lombardia 4 - 01           | Proporzionale                        | M5S                         |                  | Movimento 5 Stelle                                              |
| Alessandro Battilocchio           | Lazio 1               | Lazio 1 - 03               | 05 - Roma Municipio X                | Centro-destra               |                  | Forza Italia (NPSI)                                             |
| Francesco Battistoni              | Marche                | Marche - 01                | 01 - Ascoli Piceno                   | Centro-destra               |                  | Forza Italia                                                    |
| Davide Bellomo                    | Puglia                | Puglia - 02                | 05 - Bari                            | Centro-destra               |                  | Lega per Salvini Premier                                        |
| Maria Teresa Bellucci             | Lazio 1               | Lazio 1 - 02               | Proporzionale                        | FDI                         |                  | Fratelli d'Italia                                               |
| Stefano Benigni                   | Lombardia 2           | Lombardia 2 - 02           | Proporzionale                        | FI                          |                  | Forza Italia                                                    |
| Stefano Benvenuti Gostoli         | Marche                | Marche - 01                | 03 - Ancona                          | Centro-destra               |                  | Fratelli d'Italia                                               |
| Alessandro Manuel Benvenuto       | Piemonte 1            | Piemonte 1 - 02            | Proporzionale                        | Lega                        |                  | Lega per Salvini Premier                                        |
| Fabrizio Benzoni                  | Lombardia 3           | Lombardia 3 - 02           | Proporzionale                        | Az-IV                       |                  | Azione - Italia Viva (Az)                                       |
| Davide Bergamini                  | Emilia-Romagna        | Emilia-Romagna - 03        | Proporzionale                        | Lega                        |                  | Lega per Salvini Premier                                        |
| Deborah Bergamini                 | Toscana               | Toscana - 01               | Proporzionale                        | FI                          |                  | Forza Italia                                                    |
| Mauro Berruto                     | Piemonte 1            | Piemonte 1 - 02            | Proporzionale                        | PD-IDP                      |                  | Partito Democratico - Italia Democratica e Progressista         |
| Giuseppe Bicchielli               | Campania 2            | Campania 2 - 02            | 06 - Salerno                         | Centro-destra               |                  | Noi moderati-MAIE (IaC/IDeA)                                    |
| Galeazzo Bignami                  | Emilia-Romagna        | Emilia-Romagna - 02        | Proporzionale                        | FDI                         |                  | Fratelli d'Italia                                               |
| Simone Billi                      | Estero                | –                          | –                                    | Centro-destra (Lega-FI-FDI) |                  | Lega per Salvini Premier                                        |
| Ingrid Bisa                       | Veneto 1              | Veneto 1 - 01              | 05 - Belluno                         | Centro-destra               |                  | Lega per Salvini Premier                                        |
| Massimo Bitonci                   | Veneto 2              | Veneto 2 - 01              | 02 - Selvazzano Dentro               | Centro-destra               |                  | Lega per Salvini Premier                                        |
| Gianangelo Bof                    | Veneto 1              | Veneto 1 - 01              | Proporzionale                        | Lega                        |                  | Lega per Salvini Premier                                        |
| Laura Boldrini                    | Toscana               | Toscana - 02               | Proporzionale                        | PD-IDP                      |                  | Partito Democratico - Italia Democratica e Progressista         |
| Simona Bonafè                     | Toscana               | Toscana - 03               | Proporzionale                        | PD-IDP                      |                  | Partito Democratico - Italia Democratica e Progressista         |
| Angelo Bonelli                    | Emilia-Romagna        | Emilia-Romagna - 02        | 05 - Imola                           | Centro-sinistra             |                  | Alleanza Verdi e Sinistra (EV)                                  |
| Elena Bonetti                     | Veneto 2              | Veneto 2 - 02              | Proporzionale                        | Az-IV                       |                  | Azione - Italia Viva (IV)                                       |
| Francesco Bonifazi                | Toscana               | Toscana - 03               | Proporzionale                        | Az-IV                       |                  | Azione - Italia Viva (IV)                                       |
| Simona Bordonali                  | Lombardia 3           | Lombardia 3 - 02           | 03 - Lumezzane                       | Centro-destra               |                  | Lega per Salvini Premier                                        |
| Francesco Emilio Borrelli         | Campania 1            | Campania 1 - 02            | Proporzionale                        | AVS                         |                  | Alleanza Verdi e Sinistra (EV)                                  |
| Maria Elena Boschi                | Lazio 1               | Lazio 1 - 03               | Proporzionale                        | Az-IV                       |                  | Azione - Italia Viva (IV)                                       |
| Umberto Bossi                     | Lombardia 2           | Lombardia 2 - 01           | Proporzionale                        | Lega                        |                  | Lega per Salvini Premier                                        |
| Chiara Braga                      | Lombardia 2           | Lombardia 2 - 02           | Proporzionale                        | PD-IDP                      |                  | Partito Democratico - Italia Democratica e Progressista         |
| Michela Vittoria Brambilla        | Sicilia 1             | Sicilia 1 - 02             | 04 - Gela                            | Centro-destra               |                  | Misto/Non iscritti (MA)                                         |
| Raffaele Bruno                    | Campania 1            | Campania 1 - 01            | Proporzionale                        | M5S                         |                  | Movimento 5 Stelle                                              |
| Francesco Bruzzone                | Liguria               | Liguria - 01               | Proporzionale                        | Lega                        |                  | Lega per Salvini Premier                                        |
| Alice Buonguerrieri               | Emilia-Romagna        | Emilia-Romagna - 03        | 08 - Ravenna                         | Centro-destra               |                  | Fratelli d'Italia                                               |
| Federico Cafiero De Raho          | Emilia-Romagna        | Emilia-Romagna - 03        | Proporzionale                        | M5S                         |                  | Movimento 5 Stelle                                              |
| Salvatore Caiata                  | Basilicata            | Basilicata - 01            | 01 - Potenza                         | Centro-destra               |                  | Fratelli d'Italia                                               |
| Tommaso Calderone                 | Sicilia 2             | Sicilia 2 - 01             | 05 - Barcellona Pozzo di Gotto       | Centro-destra               |                  | Forza Italia                                                    |
| Giangiacomo Calovini              | Lombardia 3           | Lombardia 3 - 02           | 05 - Desenzano del Garda             | Centro-destra               |                  | Fratelli d'Italia                                               |
| Stefano Candiani                  | Lombardia 2           | Lombardia 2 - 01           | 02 - Busto Arsizio                   | Centro-destra               |                  | Lega per Salvini Premier                                        |
| Gerolamo Cangiano                 | Campania 2            | Campania 2 - 01            | 01 - Aversa                          | Centro-destra               |                  | Fratelli d'Italia                                               |
| Giovanni Luca Cannata             | Sicilia 2             | Sicilia 2 - 03             | 04 - Siracusa                        | Centro-destra               |                  | Fratelli d'Italia                                               |
| Francesco Cannizzaro              | Calabria              | Calabria - 01              | 05 - Reggio Calabria                 | Centro-destra               |                  | Forza Italia                                                    |
| Luciano Cantone                   | Sicilia 2             | Sicilia 2 - 02             | Proporzionale                        | M5S                         |                  | Movimento 5 Stelle                                              |
| Virginio Caparvi                  | Umbria                | Umbria - 01                | 02 - Perugia                         | Centro-destra               |                  | Lega per Salvini Premier                                        |
| Ugo Cappellacci                   | Sardegna              | Sardegna - 01              | 01 - Cagliari                        | Centro-destra               |                  | Forza Italia                                                    |
| Enrico Cappelletti                | Veneto 2              | Veneto 2 - 01              | Proporzionale                        | M5S                         |                  | Movimento 5 Stelle                                              |
| Gianluca Caramanna                | Sicilia 1             | Sicilia 1 - 01             | Proporzionale                        | FDI                         |                  | Fratelli d'Italia                                               |
| Alessandro Caramiello             | Campania 1            | Campania 1 - 02            | Proporzionale                        | M5S                         |                  | Movimento 5 Stelle                                              |
| Nicola Carè                       | Estero                | –                          | –                                    | PD-IDP                      |                  | Partito Democratico - Italia Democratica e Progressista         |
| Maria Cristina Caretta            | Veneto 2              | Veneto 2 - 02              | 05 - Vicenza                         | Centro-destra               |                  | Fratelli d'Italia                                               |
| Mara Carfagna                     | Puglia                | Puglia - 04                | Proporzionale                        | Az-IV                       |                  | Azione - Italia Viva (Az)                                       |
| Mirco Carloni                     | Marche                | Marche - 01                | 04 - Pesaro                          | Centro-destra               |                  | Lega per Salvini Premier                                        |
| Ida Carmina                       | Sicilia 1             | Sicilia 1 - 02             | Proporzionale                        | M5S                         |                  | Movimento 5 Stelle                                              |
| Andrea Caroppo                    | Puglia                | Puglia - 04                | Proporzionale                        | FI                          |                  | Forza Italia (SiT)                                              |
| Dario Carotenuto                  | Campania 1            | Campania 1 - 01            | 03 - Napoli San Carlo all'Arena      | M5S                         |                  | Movimento 5 Stelle                                              |
| Anastasio Carrà                   | Sicilia 2             | Sicilia 2 - 02             | Proporzionale                        | Lega                        |                  | Lega per Salvini Premier                                        |
| Maurizio Casasco                  | Lombardia 3           | Lombardia 3 - 02           | 04 - Brescia                         | Centro-destra               |                  | Forza Italia                                                    |
| Antonio Caso                      | Campania 1            | Campania 1 - 01            | 01 - Giugliano in Campania           | M5S                         |                  | Movimento 5 Stelle                                              |
| Giuseppe Castiglione              | Sicilia 2             | Sicilia 2 - 02             | Proporzionale                        | Az-IV                       |                  | Azione - Italia Viva (Az)                                       |
| Andrea Casu                       | Lazio 1               | Lazio 1 - 01               | Proporzionale                        | PD-IDP                      |                  | Partito Democratico - Italia Democratica e Progressista         |
| Alessandro Cattaneo               | Lombardia 4           | Lombardia 4 - 01           | 01 - Pavia                           | Centro-destra               |                  | Forza Italia                                                    |
| Vanessa Cattoi                    | Trentino-Alto Adige   | Trentino-Alto Adige - 01   | 02 - Rovereto                        | Centro-destra               |                  | Lega per Salvini Premier                                        |
| Laura Cavandoli                   | Emilia-Romagna        | Emilia-Romagna - 01        | 02 - Parma                           | Centro-destra               |                  | Lega per Salvini Premier                                        |
| Ilaria Cavo                       | Liguria               | Liguria - 01               | 02 - Genova Ponente                  | Centro-destra               |                  | Noi moderati-MAIE (IaC)                                         |
| Fabrizio Cecchetti                | Lombardia 1           | Lombardia 1 - 02           | Proporzionale                        | Lega                        |                  | Lega per Salvini Premier                                        |
| Giulio Centemero                  | Lombardia 3           | Lombardia 3 - 01           | Proporzionale                        | Lega                        |                  | Lega per Salvini Premier                                        |
| Marco Cerreto                     | Campania 2            | Campania 2 - 01            | Proporzionale                        | FDI                         |                  | Fratelli d'Italia                                               |
| Lorenzo Cesa                      | Molise                | Molise - 01                | 01 - Campobasso                      | Centro-destra               |                  | Noi moderati-MAIE (UdC)                                         |
| Susanna Cherchi                   | Sardegna              | Sardegna - 01              | Proporzionale                        | M5S                         |                  | Movimento 5 Stelle                                              |
| Paola Maria Chiesa                | Lombardia 4           | Lombardia 4 - 01           | Proporzionale                        | FDI                         |                  | Fratelli d'Italia                                               |
| Monica Ciaburro                   | Piemonte 2            | Piemonte 2 - 02            | 05 - Cuneo                           | Centro-destra               |                  | Fratelli d'Italia                                               |
| Francesco Ciancitto               | Sicilia 2             | Sicilia 2 - 02             | 03 - Acireale                        | Centro-destra               |                  | Fratelli d'Italia                                               |
| Paolo Ciani                       | Lazio 1               | Lazio 1 - 01               | 01 - Roma Municipio I                | Centro-sinistra             |                  | Partito Democratico - Italia Democratica e Progressista (DemoS) |
| Luciano Ciocchetti                | Lazio 1               | Lazio 1 - 03               | 06 - Roma Municipio XI               | Centro-destra               |                  | Fratelli d'Italia                                               |
| Edmondo Cirielli                  | Campania 2            | Campania 2 - 02            | Proporzionale                        | FDI                         |                  | Fratelli d'Italia                                               |
| Dimitri Coin                      | Veneto 1              | Veneto 1 - 01              | 04 - Castelfranco Veneto             | Centro-destra               |                  | Lega per Salvini Premier                                        |
| Beatriz Colombo                   | Emilia-Romagna        | Emilia-Romagna - 02        | Proporzionale                        | FDI                         |                  | Fratelli d'Italia                                               |
| Chiara Colosimo                   | Lazio 2               | Lazio 2 - 02               | 03 - Latina                          | Centro-destra               |                  | Fratelli d'Italia                                               |
| Alessandro Colucci                | Puglia                | Puglia - 04                | 10 - Galatina                        | Centro-destra               |                  | Noi moderati-MAIE (NcI)                                         |
| Alfonso Colucci                   | Lazio 1               | Lazio 1 - 02               | Proporzionale                        | M5S                         |                  | Movimento 5 Stelle                                              |
| Silvana Comaroli                  | Lombardia 4           | Lombardia 4 - 01           | 03 - Cremona                         | Centro-destra               |                  | Lega per Salvini Premier                                        |
| Fabrizio Comba                    | Piemonte 2            | Piemonte 2 - 02            | Proporzionale                        | FDI                         |                  | Fratelli d'Italia                                               |
| Saverio Congedo                   | Puglia                | Puglia - 04                | 09 - Lecce                           | Centro-destra               |                  | Fratelli d'Italia                                               |
| Giuseppe Conte                    | Lombardia 1           | Lombardia 1 - 02           | Proporzionale                        | M5S                         |                  | Movimento 5 Stelle                                              |
| Marcello Coppo                    | Piemonte 2            | Piemonte 2 - 02            | 04 - Asti                            | Centro-destra               |                  | Fratelli d'Italia                                               |
| Piergiorgio Cortelazzo            | Veneto 1              | Veneto 1 - 01              | Proporzionale                        | FI                          |                  | Forza Italia                                                    |
| Enrico Costa                      | Lombardia 1           | Lombardia 1 - 02           | Proporzionale                        | Az-IV                       |                  | Azione - Italia Viva (Az)                                       |
| Sergio Costa                      | Campania 1            | Campania 1 - 01            | 02 - Napoli Fuorigrotta              | M5S                         |                  | Movimento 5 Stelle                                              |
| Andrea Crippa                     | Lombardia 1           | Lombardia 1 - 02           | 02 - Seregno                         | Centro-destra               |                  | Lega per Salvini Premier                                        |
| Gianni Cuperlo                    | Lombardia 1           | Lombardia 1 - 01           | Proporzionale                        | PD-IDP                      |                  | Partito Democratico - Italia Democratica e Progressista         |
| Augusto Curti                     | Marche                | Marche - 01                | Proporzionale                        | PD-IDP                      |                  | Partito Democratico - Italia Democratica e Progressista         |
| Antonio D'Alessio                 | Campania 2            | Campania 2 - 02            | Proporzionale                        | Az-IV                       |                  | Azione - Italia Viva (Az)                                       |
| Luciano D'Alfonso                 | Abruzzo               | Abruzzo - 01               | Proporzionale                        | PD-IDP                      |                  | Partito Democratico - Italia Democratica e Progressista         |
| Rita dalla Chiesa                 | Puglia                | Puglia - 02                | 04 - Molfetta                        | Centro-destra               |                  | Forza Italia                                                    |
| Andrea Dara                       | Lombardia 4           | Lombardia 4 - 01           | 04 - Mantova                         | Centro-destra               |                  | Lega per Salvini Premier                                        |
| Mauro D'Attis                     | Puglia                | Puglia - 04                | 07 - Brindisi                        | Centro-destra               |                  | Forza Italia                                                    |
| Andrea De Bertoldi                | Trentino-Alto Adige   | Trentino-Alto Adige - 01   | 01 - Trento                          | Centro-destra               |                  | Fratelli d'Italia                                               |
| Riccardo De Corato                | Lombardia 1           | Lombardia 1 - 01           | 04 - Rozzano                         | Centro-destra               |                  | Fratelli d'Italia                                               |
| Piero De Luca                     | Campania 2            | Campania 2 - 02            | Proporzionale                        | PD-IDP                      |                  | Partito Democratico - Italia Democratica e Progressista         |
| Andrea De Maria                   | Emilia-Romagna        | Emilia-Romagna - 02        | 07 - Carpi                           | Centro-sinistra             |                  | Partito Democratico - Italia Democratica e Progressista         |
| Paola De Micheli                  | Emilia-Romagna        | Emilia-Romagna - 01        | Proporzionale                        | PD-IDP                      |                  | Partito Democratico - Italia Democratica e Progressista         |
| Isabella De Monte                 | Friuli-Venezia Giulia | Friuli-Venezia Giulia - 01 | Proporzionale                        | Az-IV                       |                  | Azione - Italia Viva (Az)                                       |
| Vito De Palma                     | Puglia                | Puglia - 03                | Proporzionale                        | FI                          |                  | Forza Italia                                                    |
| Salvatore Deidda                  | Sardegna              | Sardegna - 01              | Proporzionale                        | FDI                         |                  | Fratelli d'Italia                                               |
| Mauro Del Barba                   | Lombardia 4           | Lombardia 4 - 01           | Proporzionale                        | Az-IV                       |                  | Azione - Italia Viva (IV)                                       |
| Benedetto Della Vedova            | Lombardia 1           | Lombardia 1 - 01           | 09 - Milano - Buenos Aires - Venezia | Centro-sinistra             |                  | Misto/+Europa                                                   |
| Gianmauro Dell'Olio               | Puglia                | Puglia - 02                | Proporzionale                        | M5S                         |                  | Movimento 5 Stelle                                              |
| Andrea Delmastro Delle Vedove     | Piemonte 2            | Piemonte 2 - 01            | 03 - Vercelli                        | Centro-destra               |                  | Fratelli d'Italia                                               |
| Michela Di Biase                  | Lazio 1               | Lazio 1 - 02               | Proporzionale                        | PD-IDP                      |                  | Partito Democratico - Italia Democratica e Progressista         |
| Andrea Di Giuseppe                | Estero                | –                          | –                                    | Centro-destra (Lega-FI-FDI) |                  | Fratelli d'Italia                                               |
| Carmen Di Lauro                   | Campania 1            | Campania 1 - 02            | 06 - Somma Vesuviana                 | M5S                         |                  | Movimento 5 Stelle                                              |
| Grazia Di Maggio                  | Lombardia 1           | Lombardia 1 - 02           | Proporzionale                        | FDI                         |                  | Fratelli d'Italia                                               |
| Salvatore Marcello Di Mattina     | Puglia                | Puglia - 04                | Proporzionale                        | Lega                        |                  | Lega per Salvini Premier                                        |
| Christian Diego Di Sanzo          | Estero                | –                          | –                                    | PD-IDP                      |                  | Partito Democratico - Italia Democratica e Progressista         |
| Daniela Dondi                     | Emilia-Romagna        | Emilia-Romagna - 02        | 04 - Modena                          | Centro-destra               |                  | Fratelli d'Italia                                               |
| Leonardo Donno                    | Puglia                | Puglia - 04                | Proporzionale                        | M5S                         |                  | Movimento 5 Stelle                                              |
| Giovanni Donzelli                 | Toscana               | Toscana - 03               | Proporzionale                        | FDI                         |                  | Fratelli d'Italia                                               |
| Devis Dori                        | Lombardia 2           | Lombardia 2 - 02           | Proporzionale                        | AVS                         |                  | Alleanza Verdi e Sinistra (EV)                                  |
| Valentina D'Orso                  | Sicilia 1             | Sicilia 1 - 01             | Proporzionale                        | M5S                         |                  | Movimento 5 Stelle                                              |
| Eleonora Evi                      | Lombardia 1           | Lombardia 1 - 01           | Proporzionale                        | AVS                         |                  | Alleanza Verdi e Sinistra (EV)                                  |
| Davide Faraone                    | Sicilia 1             | Sicilia 1 - 02             | Proporzionale                        | Az-IV                       |                  | Azione - Italia Viva (IV)                                       |
| Marta Fascina                     | Sicilia 1             | Sicilia 1 - 02             | 06 - Marsala                         | Centro-destra               |                  | Forza Italia                                                    |
| Piero Fassino                     | Veneto 1              | Veneto 1 - 01              | Proporzionale                        | PD-IDP                      |                  | Partito Democratico - Italia Democratica e Progressista         |
| Giorgio Fede                      | Marche                | Marche - 01                | Proporzionale                        | M5S                         |                  | Movimento 5 Stelle                                              |
| Emiliano Fenu                     | Sardegna              | Sardegna - 01              | Proporzionale                        | M5S                         |                  | Movimento 5 Stelle                                              |
| Tullio Ferrante                   | Campania 2            | Campania 2 - 02            | Proporzionale                        | FI                          |                  | Forza Italia                                                    |
| Sara Ferrari                      | Trentino-Alto Adige   | Trentino-Alto Adige - 01   | Proporzionale                        | PD-IDP                      |                  | Partito Democratico - Italia Democratica e Progressista         |
| Wanda Ferro                       | Calabria              | Calabria - 01              | 03 - Catanzaro                       | Centro-destra               |                  | Fratelli d'Italia                                               |
| Francesco Filini                  | Veneto 1              | Veneto 1 - 01              | Proporzionale                        | FDI                         |                  | Fratelli d'Italia                                               |
| Raffaele Fitto                    | Puglia                | Puglia - 04                | Proporzionale                        | FDI                         |                  | Fratelli d'Italia                                               |
| Ilaria Fontana                    | Lazio 2               | Lazio 2 - 02               | Proporzionale                        | M5S                         |                  | Movimento 5 Stelle                                              |
| Lorenzo Fontana                   | Veneto 2              | Veneto 2 - 03              | 06 - Verona                          | Centro-destra               |                  | Lega per Salvini Premier                                        |
| Antonella Forattini               | Lombardia 4           | Lombardia 4 - 01           | Proporzionale                        | PD-IDP                      |                  | Partito Democratico - Italia Democratica e Progressista         |
| Paolo Formentini                  | Lombardia 3           | Lombardia 3 - 02           | Proporzionale                        | Lega                        |                  | Lega per Salvini Premier                                        |
| Federico Fornaro                  | Piemonte 2            | Piemonte 2 - 01            | Proporzionale                        | PD-IDP                      |                  | Partito Democratico - Italia Democratica e Progressista (Art.1) |
| Emiliano Fossi                    | Toscana               | Toscana - 03               | 08 - Scandicci                       | Centro-sinistra             |                  | Partito Democratico - Italia Democratica e Progressista         |
| Tommaso Foti                      | Emilia-Romagna        | Emilia-Romagna - 01        | 01 - Piacenza                        | Centro-destra               |                  | Fratelli d'Italia                                               |
| Paola Frassinetti                 | Lombardia 1           | Lombardia 1 - 02           | 01 - Monza                           | Centro-destra               |                  | Fratelli d'Italia                                               |
| Rebecca Frassini                  | Lombardia 3           | Lombardia 3 - 01           | 02 - Bergamo                         | Centro-destra               |                  | Lega per Salvini Premier                                        |
| Nicola Fratoianni                 | Toscana               | Toscana - 03               | Proporzionale                        | AVS                         |                  | Alleanza Verdi e Sinistra (SI)                                  |
| Federico Freni                    | Lazio 1               | Lazio 1 - 03               | 07 - Roma Municipio XIV              | Centro-destra               |                  | Lega per Salvini Premier                                        |
| Maria Grazia Frijia               | Liguria               | Liguria - 01               | Proporzionale                        | FDI                         |                  | Fratelli d'Italia                                               |
| Marco Furfaro                     | Toscana               | Toscana - 01               | Proporzionale                        | PD-IDP                      |                  | Partito Democratico - Italia Democratica e Progressista         |
| Domenico Furgiuele                | Calabria              | Calabria - 01              | 01 - Corigliano-Rossano              | Centro-destra               |                  | Lega per Salvini Premier                                        |
| Maria Chiara Gadda                | Lombardia 2           | Lombardia 2 - 02           | Proporzionale                        | Az-IV                       |                  | Azione - Italia Viva (IV)                                       |
| Francesco Gallo                   | Sicilia 2             | Sicilia 2 - 01             | 06 - Messina                         | Sud chiama Nord             |                  | Misto/Non iscritti (ScN)                                        |
| Elisabetta Gardini                | Veneto 2              | Veneto 2 - 01              | 03 - Padova                          | Centro-destra               |                  | Fratelli d'Italia                                               |
| Giandiego Gatta                   | Puglia                | Puglia - 01                | 02 - Cerignola                       | Centro-destra               |                  | Forza Italia                                                    |
| Vannia Gava                       | Friuli-Venezia Giulia | Friuli-Venezia Giulia - 01 | 01 - Pordenone                       | Centro-destra               |                  | Lega per Salvini Premier                                        |
| Renate Gebhard                    | Trentino-Alto Adige   | Trentino-Alto Adige - 01   | 04 - Bressanone                      | SVP-PATT                    |                  | Misto/ML (SVP)                                                  |
| Marcello Gemmato                  | Puglia                | Puglia - 02                | Proporzionale                        | FDI                         |                  | Fratelli d'Italia                                               |
| Valentina Ghio                    | Liguria               | Liguria - 01               | Proporzionale                        | PD-IDP                      |                  | Partito Democratico - Italia Democratica e Progressista         |
| Francesca Ghirra                  | Sardegna              | Sardegna - 01              | Proporzionale                        | AVS                         |                  | Alleanza Verdi e Sinistra (Partito Progressista)                |
| Andrea Giaccone                   | Piemonte 2            | Piemonte 2 - 02            | Proporzionale                        | Lega                        |                  | Lega per Salvini Premier                                        |
| Roberto Giachetti                 | Lazio 1               | Lazio 1 - 01               | Proporzionale                        | Az-IV                       |                  | Azione - Italia Viva (IV)                                       |
| Dario Giagoni                     | Sardegna              | Sardegna - 01              | 04 - Sassari                         | Centro-destra               |                  | Lega per Salvini Premier                                        |
| Federico Gianassi                 | Toscana               | Toscana - 03               | 07 - Firenze                         | Centro-sinistra             |                  | Partito Democratico - Italia Democratica e Progressista         |
| Alessandro Giglio Vigna           | Piemonte 1            | Piemonte 1 - 02            | 04 - Chieri                          | Centro-destra               |                  | Lega per Salvini Premier                                        |
| Antonio Giordano                  | Sicilia 1             | Sicilia 1 - 02             | Proporzionale                        | FDI                         |                  | Fratelli d'Italia                                               |
| Giancarlo Giorgetti               | Lombardia 2           | Lombardia 2 - 02           | 04 - Sondrio                         | Centro-destra               |                  | Lega per Salvini Premier                                        |
| Carmen Letizia Giorgianni         | Campania 2            | Campania 2 - 01            | 02 - Caserta                         | Centro-destra               |                  | Fratelli d'Italia                                               |
| Silvio Giovine                    | Veneto 2              | Veneto 2 - 02              | 04 - Bassano del Grappa              | Centro-destra               |                  | Fratelli d'Italia                                               |
| Gian Antonio Girelli              | Lombardia 3           | Lombardia 3 - 02           | Proporzionale                        | PD-IDP                      |                  | Partito Democratico - Italia Democratica e Progressista         |
| Carla Giuliano                    | Puglia                | Puglia - 01                | Proporzionale                        | M5S                         |                  | Movimento 5 Stelle                                              |
| Andrea Gnassi                     | Emilia-Romagna        | Emilia-Romagna - 03        | Proporzionale                        | PD-IDP                      |                  | Partito Democratico - Italia Democratica e Progressista         |
| Stefano Graziano                  | Campania 2            | Campania 2 - 01            | Proporzionale                        | PD-IDP                      |                  | Partito Democratico - Italia Democratica e Progressista         |
| Chiara Gribaudo                   | Piemonte 2            | Piemonte 2 - 02            | Proporzionale                        | PD-IDP                      |                  | Partito Democratico - Italia Democratica e Progressista         |
| Marco Grimaldi                    | Piemonte 1            | Piemonte 1 - 01            | Proporzionale                        | AVS                         |                  | Alleanza Verdi e Sinistra (SI)                                  |
| Valentina Grippo                  | Veneto 1              | Veneto 1 - 01              | Proporzionale                        | Az-IV                       |                  | Azione - Italia Viva (Az)                                       |
| Naike Gruppioni                   | Emilia-Romagna        | Emilia-Romagna - 02        | Proporzionale                        | Az-IV                       |                  | Azione - Italia Viva (Az)                                       |
| Michele Gubitosa                  | Campania 2            | Campania 2 - 02            | Proporzionale                        | M5S                         |                  | Movimento 5 Stelle                                              |
| Lorenzo Guerini                   | Lombardia 4           | Lombardia 4 - 01           | Proporzionale                        | PD-IDP                      |                  | Partito Democratico - Italia Democratica e Progressista         |
| Maria Cecilia Guerra              | Piemonte 1            | Piemonte 1 - 01            | Proporzionale                        | PD-IDP                      |                  | Partito Democratico - Italia Democratica e Progressista (Art.1) |
| Alberto Gusmeroli                 | Piemonte 2            | Piemonte 2 - 01            | 02 - Novara                          | Centro-destra               |                  | Lega per Salvini Premier                                        |
| Giovanna Iacono                   | Sicilia 1             | Sicilia 1 - 02             | Proporzionale                        | PD-IDP                      |                  | Partito Democratico - Italia Democratica e Progressista         |
| Dario Iaia                        | Puglia                | Puglia - 03                | 08 - Taranto                         | Centro-destra               |                  | Fratelli d'Italia                                               |
| Antonino Iaria                    | Piemonte 1            | Piemonte 1 - 01            | Proporzionale                        | M5S                         |                  | Movimento 5 Stelle                                              |
| Igor Iezzi                        | Lombardia 1           | Lombardia 1 - 01           | Proporzionale                        | Lega                        |                  | Lega per Salvini Premier                                        |
| Sara Kelany                       | Lombardia 2           | Lombardia 2 - 02           | Proporzionale                        | FDI                         |                  | Fratelli d'Italia                                               |
| Chiara La Porta                   | Toscana               | Toscana - 01               | Proporzionale                        | FDI                         |                  | Fratelli d'Italia                                               |
| Giandonato La Salandra            | Puglia                | Puglia - 01                | Proporzionale                        | FDI                         |                  | Fratelli d'Italia                                               |
| Patty L'Abbate                    | Puglia                | Puglia - 03                | Proporzionale                        | M5S                         |                  | Movimento 5 Stelle                                              |
| Marco Lacarra                     | Puglia                | Puglia - 02                | Proporzionale                        | PD-IDP                      |                  | Partito Democratico - Italia Democratica e Progressista         |
| Silvio Lai                        | Sardegna              | Sardegna - 01              | Proporzionale                        | PD-IDP                      |                  | Partito Democratico - Italia Democratica e Progressista         |
| Gianni Lampis                     | Sardegna              | Sardegna - 01              | 02 - Carbonia                        | Centro-destra               |                  | Fratelli d'Italia                                               |
| Elisabetta Christiana Lancellotta | Molise                | Molise - 01                | Proporzionale                        | FDI                         |                  | Fratelli d'Italia                                               |
| Giorgia Latini                    | Marche                | Marche - 01                | 02 - Macerata                        | Centro-destra               |                  | Lega per Salvini Premier                                        |
| Mauro Laus                        | Piemonte 1            | Piemonte 1 - 01            | Proporzionale                        | PD-IDP                      |                  | Partito Democratico - Italia Democratica e Progressista         |
| Arianna Lazzarini                 | Veneto 2              | Veneto 2 - 01              | Proporzionale                        | Lega                        |                  | Lega per Salvini Premier                                        |
| Maurizio Leo                      | Sicilia 2             | Sicilia 2 - 01             | Proporzionale                        | FDI                         |                  | Fratelli d'Italia                                               |
| Enrico Letta                      | Veneto 2              | Veneto 2 - 02              | Proporzionale                        | PD-IDP                      |                  | Partito Democratico - Italia Democratica e Progressista         |
| Simona Loizzo                     | Calabria              | Calabria - 01              | Proporzionale                        | Lega                        |                  | Lega per Salvini Premier                                        |
| Francesco Lollobrigida            | Lazio 2               | Lazio 2 - 02               | Proporzionale                        | FDI                         |                  | Fratelli d'Italia                                               |
| Arnaldo Lomuti                    | Basilicata            | Basilicata - 01            | Proporzionale                        | M5S                         |                  | Movimento 5 Stelle                                              |
| Eliana Longi                      | Sicilia 2             | Sicilia 2 - 03             | Proporzionale                        | FDI                         |                  | Fratelli d'Italia                                               |
| Emanuele Loperfido                | Friuli-Venezia Giulia | Friuli-Venezia Giulia - 01 | Proporzionale                        | FDI                         |                  | Fratelli d'Italia                                               |
| Giorgio Lovecchio                 | Puglia                | Puglia - 01                | Proporzionale                        | M5S                         |                  | Movimento 5 Stelle                                              |
| Ylenja Lucaselli                  | Emilia-Romagna        | Emilia-Romagna - 01        | Proporzionale                        | FDI                         |                  | Fratelli d'Italia                                               |
| Maurizio Lupi                     | Lombardia 2           | Lombardia 2 - 02           | 05 - Lecco                           | Centro-destra               |                  | Noi moderati-MAIE (NcI)                                         |
| Elena Maccanti                    | Piemonte 1            | Piemonte 1 - 01            | 03 - Collegno                        | Centro-destra               |                  | Lega per Salvini Premier                                        |
| Carlo Maccari                     | Lombardia 4           | Lombardia 4 - 01           | Proporzionale                        | FDI                         |                  | Fratelli d'Italia                                               |
| Marianna Madia                    | Lazio 2               | Lazio 2 - 01               | Proporzionale                        | PD-IDP                      |                  | Partito Democratico - Italia Democratica e Progressista         |
| Novo Umberto Maerna               | Lombardia 2           | Lombardia 2 - 02           | Proporzionale                        | FDI                         |                  | Fratelli d'Italia                                               |
| Riccardo Magi                     | Piemonte 1            | Piemonte 1 - 01            | 01 - Torino centro                   | Centro-sinistra             |                  | Misto/+Europa                                                   |
| Luigi Giovanni Maiorano           | Puglia                | Puglia - 03                | Proporzionale                        | FDI                         |                  | Fratelli d'Italia                                               |
| Lorenzo Malagola                  | Lombardia 1           | Lombardia 1 - 01           | Proporzionale                        | FDI                         |                  | Fratelli d'Italia                                               |
| Mauro Malaguti                    | Emilia-Romagna        | Emilia-Romagna - 03        | 09 - Ferrara                         | Centro-destra               |                  | Fratelli d'Italia                                               |
| Ilenia Malavasi                   | Emilia-Romagna        | Emilia-Romagna - 01        | 03 - Reggio Emilia                   | Centro-sinistra             |                  | Partito Democratico - Italia Democratica e Progressista         |
| Claudio Mancini                   | Lazio 1               | Lazio 1 - 03               | Proporzionale                        | PD-IDP                      |                  | Partito Democratico - Italia Democratica e Progressista         |
| Franco Manes                      | Valle d'Aosta         | –                          | –                                    | VDA                         |                  | Misto/ML (UV)                                                   |
| Giuseppe Mangialavori             | Calabria              | Calabria - 01              | Proporzionale                        | FI                          |                  | Forza Italia                                                    |
| Lucrezia Mantovani                | Lombardia 1           | Lombardia 1 - 02           | 03 - Cologno Monzese                 | Centro-destra               |                  | Fratelli d'Italia                                               |
| Irene Manzi                       | Marche                | Marche - 01                | Proporzionale                        | PD-IDP                      |                  | Partito Democratico - Italia Democratica e Progressista         |
| Luigi Marattin                    | Piemonte 2            | Piemonte 2 - 02            | Proporzionale                        | Az-IV                       |                  | Azione - Italia Viva (IV)                                       |
| Riccardo Augusto Marchetti        | Marche                | Marche - 01                | Proporzionale                        | Lega                        |                  | Lega per Salvini Premier                                        |
| Marina Marchetto                  | Veneto 1              | Veneto 1 - 01              | Proporzionale                        | FDI                         |                  | Fratelli d'Italia                                               |
| Francesco Mari                    | Campania 2            | Campania 2 - 02            | Proporzionale                        | AVS                         |                  | Alleanza Verdi e Sinistra (SI)                                  |
| Maria Stefania Marino             | Sicilia 2             | Sicilia 2 - 01             | Proporzionale                        | PD-IDP                      |                  | Partito Democratico - Italia Democratica e Progressista         |
| Patrizia Marrocco                 | Lazio 2               | Lazio 2 - 02               | Proporzionale                        | FI                          |                  | Forza Italia                                                    |
| Andrea Mascaretti                 | Lombardia 2           | Lombardia 2 - 01           | Proporzionale                        | FDI                         |                  | Fratelli d'Italia                                               |
| Ciro Maschio                      | Veneto 2              | Veneto 2 - 03              | 07 - Villafranca di Verona           | Centro-destra               |                  | Fratelli d'Italia                                               |
| Mariangela Matera                 | Puglia                | Puglia - 01                | 03 - Andria                          | Centro-destra               |                  | Fratelli d'Italia                                               |
| Simonetta Matone                  | Lazio 1               | Lazio 1 - 01               | 02 - Roma Municipio II               | Centro-destra               |                  | Lega per Salvini Premier                                        |
| Nicole Matteoni                   | Friuli-Venezia Giulia | Friuli-Venezia Giulia - 01 | Proporzionale                        | FDI                         |                  | Fratelli d'Italia                                               |
| Aldo Mattia                       | Basilicata            | Basilicata - 01            | Proporzionale                        | FDI                         |                  | Fratelli d'Italia                                               |
| Stefano Maullu                    | Lombardia 1           | Lombardia 1 - 01           | Proporzionale                        | FDI                         |                  | Fratelli d'Italia                                               |
| Matteo Mauri                      | Lombardia 1           | Lombardia 1 - 02           | Proporzionale                        | PD-IDP                      |                  | Partito Democratico - Italia Democratica e Progressista         |
| Erica Mazzetti                    | Toscana               | Toscana - 01               | 06 - Prato                           | Centro-destra               |                  | Forza Italia                                                    |
| Gianmarco Mazzi                   | Veneto 2              | Veneto 2 - 01              | Proporzionale                        | FDI                         |                  | Fratelli d'Italia                                               |
| Giorgia Meloni                    | Abruzzo               | Abruzzo - 01               | 03 - L'Aquila                        | Centro-destra               |                  | Fratelli d'Italia                                               |
| Virginio Merola                   | Emilia-Romagna        | Emilia-Romagna - 02        | 06 - Bologna                         | Centro-sinistra             |                  | Partito Democratico - Italia Democratica e Progressista         |
| Manlio Messina                    | Sicilia 2             | Sicilia 2 - 02             | Proporzionale                        | FDI                         |                  | Fratelli d'Italia                                               |
| Francesco Michelotti              | Toscana               | Toscana - 02               | Proporzionale                        | FDI                         |                  | Fratelli d'Italia                                               |
| Giovanna Miele                    | Lazio 2               | Lazio 2 - 02               | Proporzionale                        | Lega                        |                  | Lega per Salvini Premier                                        |
| Massimo Milani                    | Lazio 2               | Lazio 2 - 01               | Proporzionale                        | FDI                         |                  | Fratelli d'Italia                                               |
| Antonino Minardo                  | Sicilia 2             | Sicilia 2 - 03             | 01 - Ragusa                          | Centro-destra               |                  | Lega per Salvini Premier                                        |
| Riccardo Molinari                 | Piemonte 2            | Piemonte 2 - 02            | 01 - Alessandria                     | Centro-destra               |                  | Lega per Salvini Premier                                        |
| Federico Mollicone                | Lazio 1               | Lazio 1 - 01               | Proporzionale                        | FDI                         |                  | Fratelli d'Italia                                               |
| Nicola Molteni                    | Lombardia 2           | Lombardia 2 - 02           | 03 - Como                            | Centro-destra               |                  | Lega per Salvini Premier                                        |
| Augusta Montaruli                 | Piemonte 1            | Piemonte 1 - 01            | 02 - Torino - San Paolo              | Centro-destra               |                  | Fratelli d'Italia                                               |
| Elisa Montemagni                  | Toscana               | Toscana - 01               | 02 - Massa                           | Centro-destra               |                  | Lega per Salvini Premier                                        |
| Roberto Morassut                  | Lazio 1               | Lazio 1 - 02               | 04 - Roma Municipio VII              | Centro-sinistra             |                  | Partito Democratico - Italia Democratica e Progressista         |
| Daniela Morfino                   | Sicilia 1             | Sicilia 1 - 01             | Proporzionale                        | M5S                         |                  | Movimento 5 Stelle                                              |
| Maddalena Morgante                | Veneto 2              | Veneto 2 - 03              | Proporzionale                        | FDI                         |                  | Fratelli d'Italia                                               |
| Jacopo Morrone                    | Emilia-Romagna        | Emilia-Romagna - 03        | 11 - Rimini                          | Centro-destra               |                  | Lega per Salvini Premier                                        |
| Giorgio Mulé                      | Sicilia 1             | Sicilia 1 - 01             | Proporzionale                        | FI                          |                  | Forza Italia                                                    |
| Francesco Mura                    | Sardegna              | Sardegna - 01              | Proporzionale                        | FDI                         |                  | Fratelli d'Italia                                               |
| Raffaele Nevi                     | Umbria                | Umbria - 01                | 01 - Terni                           | Centro-destra               |                  | Forza Italia                                                    |
| Tiziana Nisini                    | Toscana               | Toscana - 02               | 09 - Arezzo                          | Centro-destra               |                  | Lega per Salvini Premier                                        |
| Carlo Nordio                      | Veneto 1              | Veneto 1 - 01              | 03 - Treviso                         | Centro-destra               |                  | Fratelli d'Italia                                               |
| Federica Onori                    | Estero                | –                          | –                                    | M5S                         |                  | Movimento 5 Stelle                                              |
| Matteo Orfini                     | Lazio 2               | Lazio 2 - 02               | Proporzionale                        | PD-IDP                      |                  | Partito Democratico - Italia Democratica e Progressista         |
| Andrea Orlando                    | Liguria               | Liguria - 01               | Proporzionale                        | PD-IDP                      |                  | Partito Democratico - Italia Democratica e Progressista         |
| Anna Laura Orrico                 | Calabria              | Calabria - 01              | 02 - Cosenza                         | M5S                         |                  | Movimento 5 Stelle                                              |
| Andrea Orsini                     | Lombardia 4           | Lombardia 4 - 01           | Proporzionale                        | FI                          |                  | Forza Italia                                                    |
| Marco Osnato                      | Lombardia 1           | Lombardia 1 - 02           | 06 - Sesto San Giovanni              | Centro-destra               |                  | Fratelli d'Italia                                               |
| Nicola Ottaviani                  | Lazio 2               | Lazio 2 - 02               | 05 - Terracina                       | Centro-destra               |                  | Lega per Salvini Premier                                        |
| Marco Padovani                    | Veneto 2              | Veneto 2 - 03              | Proporzionale                        | FDI                         |                  | Fratelli d'Italia                                               |
| Nazario Pagano                    | Abruzzo               | Abruzzo - 01               | Proporzionale                        | FI                          |                  | Forza Italia                                                    |
| Ubaldo Pagano                     | Puglia                | Puglia - 03                | Proporzionale                        | PD-IDP                      |                  | Partito Democratico - Italia Democratica e Progressista         |
| Alessandro Palombi                | Lazio 1               | Lazio 1 - 02               | 09 - Guidonia Montecelio             | Centro-destra               |                  | Fratelli d'Italia                                               |
| Massimiliano Panizzut             | Friuli-Venezia Giulia | Friuli-Venezia Giulia - 01 | 03 - Trieste                         | Centro-destra               |                  | Lega per Salvini Premier                                        |
| Giulia Pastorella                 | Lombardia 1           | Lombardia 1 - 01           | Proporzionale                        | Az-IV                       |                  | Azione - Italia Viva (Az)                                       |
| Luca Pastorino                    | Liguria               | Liguria - 01               | 03 - Genova Centro Est               | Centro-sinistra             |                  | Misto/+Europa (èViva)                                           |
| Annarita Patriarca                | Campania 1            | Campania 1 - 02            | Proporzionale                        | FI                          |                  | Forza Italia                                                    |
| Emma Pavanelli                    | Umbria                | Umbria - 01                | Proporzionale                        | M5S                         |                  | Movimento 5 Stelle                                              |
| Roberto Pella                     | Piemonte 1            | Piemonte 1 - 02            | 05 - Moncalieri                      | Centro-destra               |                  | Forza Italia                                                    |
| Marco Pellegrini                  | Puglia                | Puglia - 01                | 01 - Foggia                          | M5S                         |                  | Movimento 5 Stelle                                              |
| Andrea Pellicini                  | Lombardia 2           | Lombardia 2 - 01           | 01 - Varese                          | Centro-destra               |                  | Fratelli d'Italia                                               |
| Vinicio Peluffo                   | Lombardia 3           | Lombardia 3 - 01           | Proporzionale                        | PD-IDP                      |                  | Partito Democratico - Italia Democratica e Progressista         |
| Pasqualino Penza                  | Campania 1            | Campania 1 - 02            | 04 - Casoria                         | M5S                         |                  | Movimento 5 Stelle                                              |
| Marco Perissa                     | Piemonte 1            | Piemonte 1 - 01            | Proporzionale                        | FDI                         |                  | Fratelli d'Italia                                               |
| Elisabetta Piccolotti             | Puglia                | Puglia - 04                | Proporzionale                        | AVS                         |                  | Alleanza Verdi e Sinistra (SI)                                  |
| Gilberto Pichetto Fratin          | Piemonte 1            | Piemonte 1 - 02            | Proporzionale                        | FI                          |                  | Forza Italia                                                    |
| Attilio Pierro                    | Campania 2            | Campania 2 - 02            | 07 - Eboli                           | Centro-destra               |                  | Lega per Salvini Premier                                        |
| Fabio Pietrella                   | Lombardia 1           | Lombardia 1 - 02           | Proporzionale                        | FDI                         |                  | Fratelli d'Italia                                               |
| Calogero Pisano                   | Sicilia 1             | Sicilia 1 - 02             | 05 - Agrigento                       | Centro-destra               |                  | Noi moderati-MAIE                                               |
| Pietro Pittalis                   | Sardegna              | Sardegna - 01              | Proporzionale                        | FI                          |                  | Forza Italia                                                    |
| Graziano Pizzimenti               | Friuli-Venezia Giulia | Friuli-Venezia Giulia - 01 | Proporzionale                        | Lega                        |                  | Lega per Salvini Premier                                        |
| Catia Polidori                    | Umbria                | Umbria - 01                | Proporzionale                        | FI                          |                  | Forza Italia                                                    |
| Barbara Polo                      | Sardegna              | Sardegna - 01              | 03 - Nuoro                           | Centro-destra               |                  | Fratelli d'Italia                                               |
| Fabio Porta                       | Estero                | –                          | –                                    | PD-IDP                      |                  | Partito Democratico - Italia Democratica e Progressista         |
| Emanuele Pozzolo                  | Piemonte 2            | Piemonte 2 - 01            | Proporzionale                        | FDI                         |                  | Fratelli d'Italia                                               |
| Erik Umberto Pretto               | Veneto 2              | Veneto 2 - 02              | Proporzionale                        | Lega                        |                  | Lega per Salvini Premier                                        |
| Emanuele Prisco                   | Umbria                | Umbria - 01                | Proporzionale                        | FDI                         |                  | Fratelli d'Italia                                               |
| Giuseppe Provenzano               | Sicilia 1             | Sicilia 1 - 01             | Proporzionale                        | PD-IDP                      |                  | Partito Democratico - Italia Democratica e Progressista         |
| Paolo Pulciani                    | Lazio 2               | Lazio 2 - 02               | Proporzionale                        | FDI                         |                  | Fratelli d'Italia                                               |
| Lia Quartapelle                   | Lombardia 1           | Lombardia 1 - 01           | Proporzionale                        | PD-IDP                      |                  | Partito Democratico - Italia Democratica e Progressista         |
| Andrea Quartini                   | Toscana               | Toscana - 03               | Proporzionale                        | M5S                         |                  | Movimento 5 Stelle                                              |
| Angela Raffa                      | Sicilia 2             | Sicilia 2 - 01             | Proporzionale                        | M5S                         |                  | Movimento 5 Stelle                                              |
| Carmine Fabio Raimondo            | Lombardia 4           | Lombardia 4 - 01           | 02 - Lodi                            | Centro-destra               |                  | Fratelli d'Italia                                               |
| Fabio Rampelli                    | Lazio 1               | Lazio 1 - 01               | 03 - Roma Municipio V                | Centro-destra               |                  | Fratelli d'Italia                                               |
| Laura Ravetto                     | Lombardia 1           | Lombardia 1 - 01           | 05 - Legnano                         | Centro-destra               |                  | Lega per Salvini Premier                                        |
| Marianna Ricciardi                | Campania 1            | Campania 1 - 01            | Proporzionale                        | M5S                         |                  | Movimento 5 Stelle                                              |
| Riccardo Ricciardi                | Toscana               | Toscana - 02               | Proporzionale                        | M5S                         |                  | Movimento 5 Stelle                                              |
| Toni Ricciardi                    | Estero                | –                          | –                                    | PD-IDP                      |                  | Partito Democratico - Italia Democratica e Progressista         |
| Matteo Richetti                   | Emilia-Romagna        | Emilia-Romagna - 01        | Proporzionale                        | Az-IV                       |                  | Azione - Italia Viva (Az)                                       |
| Edoardo Rixi                      | Liguria               | Liguria - 01               | 01 - Savona                          | Centro-destra               |                  | Lega per Salvini Premier                                        |
| Walter Rizzetto                   | Friuli-Venezia Giulia | Friuli-Venezia Giulia - 01 | 02 - Udine                           | Centro-destra               |                  | Fratelli d'Italia                                               |
| Eugenia Maria Roccella            | Calabria              | Calabria - 01              | Proporzionale                        | FDI                         |                  | Fratelli d'Italia                                               |
| Silvia Roggiani                   | Lombardia 1           | Lombardia 1 - 02           | Proporzionale                        | PD-IDP                      |                  | Partito Democratico - Italia Democratica e Progressista         |
| Francesco Saverio Romano          | Sicilia 1             | Sicilia 1 - 01             | 03 - Bagheria                        | Centro-destra               |                  | Noi moderati-MAIE (NcI/CP)                                      |
| Ettore Rosato                     | Campania 1            | Campania 1 - 02            | Proporzionale                        | Az-IV                       |                  | Azione - Italia Viva (IV)                                       |
| Fabio Roscani                     | Abruzzo               | Abruzzo - 01               | Proporzionale                        | FDI                         |                  | Fratelli d'Italia                                               |
| Cristina Rossello                 | Lombardia 1           | Lombardia 1 - 01           | 08 - Milano - Bande Nere             | Centro-destra               |                  | Forza Italia                                                    |
| Andrea Rossi                      | Emilia-Romagna        | Emilia-Romagna - 01        | Proporzionale                        | PD-IDP                      |                  | Partito Democratico - Italia Democratica e Progressista         |
| Angelo Rossi                      | Lazio 1               | Lazio 1 - 03               | Proporzionale                        | FDI                         |                  | Fratelli d'Italia                                               |
| Fabrizio Rossi                    | Toscana               | Toscana - 02               | 01 - Grosseto                        | Centro-destra               |                  | Fratelli d'Italia                                               |
| Matteo Rosso                      | Liguria               | Liguria - 01               | Proporzionale                        | FDI                         |                  | Fratelli d'Italia                                               |
| Mauro Rotelli                     | Lazio 2               | Lazio 2 - 01               | 01 - Viterbo                         | Centro-destra               |                  | Fratelli d'Italia                                               |
| Gianfranco Rotondi                | Campania 2            | Campania 2 - 02            | 04 - Avellino                        | Centro-destra               |                  | Fratelli d'Italia (VèP)                                         |
| Francesco Maria Rubano            | Campania 2            | Campania 2 - 01            | 03 - Benevento                       | Centro-destra               |                  | Forza Italia                                                    |
| Daniela Ruffino                   | Piemonte 1            | Piemonte 1 - 01            | Proporzionale                        | Az-IV                       |                  | Azione - Italia Viva (Az)                                       |
| Massimo Ruspandini                | Lazio 2               | Lazio 2 - 02               | 04 - Frosinone                       | Centro-destra               |                  | Fratelli d'Italia                                               |
| Gaetana Russo                     | Emilia-Romagna        | Emilia-Romagna - 01        | Proporzionale                        | FDI                         |                  | Fratelli d'Italia                                               |
| Paolo Emilio Russo                | Sicilia 2             | Sicilia 2 - 02             | Proporzionale                        | FI                          |                  | Forza Italia                                                    |
| Gloria Saccani Jotti              | Emilia-Romagna        | Emilia-Romagna - 03        | 10 - Forlì                           | Centro-destra               |                  | Forza Italia                                                    |
| Fabrizio Sala                     | Lombardia 1           | Lombardia 1 - 02           | Proporzionale                        | FI                          |                  | Forza Italia                                                    |
| Agostino Santillo                 | Campania 2            | Campania 2 - 01            | Proporzionale                        | M5S                         |                  | Movimento 5 Stelle                                              |
| Marco Sarracino                   | Campania 1            | Campania 1 - 02            | Proporzionale                        | PD-IDP                      |                  | Partito Democratico - Italia Democratica e Progressista         |
| Rossano Sasso                     | Puglia                | Puglia - 03                | 06 - Altamura                        | Centro-destra               |                  | Lega per Salvini Premier                                        |
| Luca Sbardella                    | Lombardia 3           | Lombardia 3 - 02           | Proporzionale                        | FDI                         |                  | Fratelli d'Italia                                               |
| Rachele Scarpa                    | Veneto 1              | Veneto 1 - 01              | Proporzionale                        | PD-IDP                      |                  | Partito Democratico - Italia Democratica e Progressista         |
| Filippo Scerra                    | Sicilia 2             | Sicilia 2 - 03             | Proporzionale                        | M5S                         |                  | Movimento 5 Stelle                                              |
| Michele Schiano di Visconti       | Campania 1            | Campania 1 - 01            | Proporzionale                        | FDI                         |                  | Fratelli d'Italia                                               |
| Marta Schifone                    | Campania 1            | Campania 1 - 02            | Proporzionale                        | FDI                         |                  | Fratelli d'Italia                                               |
| Elly Schlein                      | Emilia-Romagna        | Emilia-Romagna - 02        | Proporzionale                        | PD-IDP                      |                  | Partito Democratico - Italia Democratica e Progressista (GI)    |
| Manfred Schullian                 | Trentino-Alto Adige   | Trentino-Alto Adige - 01   | 03 - Bolzano                         | SVP-PATT                    |                  | Misto/ML (SVP)                                                  |
| Arturo Scotto                     | Toscana               | Toscana - 03               | Proporzionale                        | PD-IDP                      |                  | Partito Democratico - Italia Democratica e Progressista (Art.1) |
| Elisa Scutellà                    | Calabria              | Calabria - 01              | Proporzionale                        | M5S                         |                  | Movimento 5 Stelle                                              |
| Martina Semenzato                 | Veneto 1              | Veneto 1 - 01              | 01 - Venezia                         | Centro-destra               |                  | Noi moderati-MAIE (CI)                                          |
| Debora Serracchiani               | Friuli-Venezia Giulia | Friuli-Venezia Giulia - 01 | Proporzionale                        | PD-IDP                      |                  | Partito Democratico - Italia Democratica e Progressista         |
| Francesco Silvestri               | Lazio 1               | Lazio 1 - 03               | Proporzionale                        | M5S                         |                  | Movimento 5 Stelle                                              |
| Rachele Silvestri                 | Abruzzo               | Abruzzo - 01               | Proporzionale                        | FDI                         |                  | Fratelli d'Italia                                               |
| Marco Simiani                     | Toscana               | Toscana - 02               | Proporzionale                        | PD-IDP                      |                  | Partito Democratico - Italia Democratica e Progressista         |
| Matilde Siracusano                | Piemonte 2            | Piemonte 2 - 02            | Proporzionale                        | FI                          |                  | Forza Italia                                                    |
| Alessandro Sorte                  | Lombardia 3           | Lombardia 3 - 01           | 01 - Treviglio                       | Centro-destra               |                  | Forza Italia                                                    |
| Giulio Cesare Sottanelli          | Abruzzo               | Abruzzo - 01               | Proporzionale                        | Az-IV                       |                  | Azione - Italia Viva (Az)                                       |
| Aboubakar Soumahoro               | Emilia-Romagna        | Emilia-Romagna - 02        | Proporzionale                        | AVS                         |                  | Alleanza Verdi e Sinistra                                       |
| Roberto Speranza                  | Campania 1            | Campania 1 - 01            | Proporzionale                        | PD-IDP                      |                  | Partito Democratico - Italia Democratica e Progressista (Art.1) |
| Gilda Sportiello                  | Campania 1            | Campania 1 - 01            | Proporzionale                        | M5S                         |                  | Movimento 5 Stelle                                              |
| Luca Squeri                       | Lombardia 3           | Lombardia 3 - 02           | Proporzionale                        | FI                          |                  | Forza Italia                                                    |
| Claudio Stefanazzi                | Puglia                | Puglia - 04                | Proporzionale                        | PD-IDP                      |                  | Partito Democratico - Italia Democratica e Progressista         |
| Alberto Stefani                   | Veneto 2              | Veneto 2 - 01              | 01 - Rovigo                          | Centro-destra               |                  | Lega per Salvini Premier                                        |
| Dieter Steger                     | Trentino-Alto Adige   | Trentino-Alto Adige - 01   | Proporzionale                        | SVP-PATT                    |                  | Misto/ML (SVP)                                                  |
| Nico Stumpo                       | Calabria              | Calabria - 01              | Proporzionale                        | PD-IDP                      |                  | Partito Democratico - Italia Democratica e Progressista (Art.1) |
| Valeria Sudano                    | Sicilia 2             | Sicilia 2 - 02             | 02 - Catania                         | Centro-destra               |                  | Lega per Salvini Premier                                        |
| Bruno Tabacci                     | Lombardia 1           | Lombardia 1 - 01           | 07 - Milano - Loreto                 | Centro-sinistra             |                  | Partito Democratico - Italia Democratica e Progressista (CD)    |
| Antonio Tajani                    | Lazio 1               | Lazio 1 - 02               | 08 - Velletri                        | Centro-destra               |                  | Forza Italia                                                    |
| Rosaria Tassinari                 | Emilia-Romagna        | Emilia-Romagna - 03        | Proporzionale                        | FI                          |                  | Forza Italia                                                    |
| Chiara Tenerini                   | Toscana               | Toscana - 02               | 05 - Livorno                         | Centro-destra               |                  | Forza Italia                                                    |
| Guerino Testa                     | Abruzzo               | Abruzzo - 01               | 02 - Pescara                         | Centro-destra               |                  | Fratelli d'Italia                                               |
| Franco Tirelli                    | Estero                | –                          | –                                    | MAIE                        |                  | Noi moderati-MAIE (MAIE)                                        |
| Luca Toccalini                    | Lombardia 4           | Lombardia 4 - 01           | Proporzionale                        | Lega                        |                  | Lega per Salvini Premier                                        |
| Alessandra Todde                  | Lombardia 2           | Lombardia 2 - 01           | Proporzionale                        | M5S                         |                  | Movimento 5 Stelle                                              |
| Daniela Torto                     | Abruzzo               | Abruzzo - 01               | Proporzionale                        | M5S                         |                  | Movimento 5 Stelle                                              |
| Flavio Tosi                       | Veneto 2              | Veneto 2 - 03              | Proporzionale                        | FI                          |                  | Forza Italia                                                    |
| Paolo Trancassini                 | Lazio 2               | Lazio 2 - 01               | 02 - Rieti                           | Centro-destra               |                  | Fratelli d'Italia                                               |
| Roberto Traversi                  | Liguria               | Liguria - 01               | Proporzionale                        | M5S                         |                  | Movimento 5 Stelle                                              |
| Andrea Tremaglia                  | Lombardia 3           | Lombardia 3 - 01           | Proporzionale                        | FDI                         |                  | Fratelli d'Italia                                               |
| Giulio Tremonti                   | Lombardia 1           | Lombardia 1 - 02           | Proporzionale                        | FDI                         |                  | Fratelli d'Italia                                               |
| Riccardo Tucci                    | Calabria              | Calabria - 01              | Proporzionale                        | M5S                         |                  | Movimento 5 Stelle                                              |
| Alessandro Urzì                   | Veneto 2              | Veneto 2 - 02              | Proporzionale                        | FDI                         |                  | Fratelli d'Italia                                               |
| Stefano Vaccari                   | Emilia-Romagna        | Emilia-Romagna - 02        | Proporzionale                        | PD-IDP                      |                  | Partito Democratico - Italia Democratica e Progressista         |
| Carolina Varchi                   | Sicilia 1             | Sicilia 1 - 01             | 02 - Palermo Resuttana-San Lorenzo   | Centro-destra               |                  | Fratelli d'Italia                                               |
| Maria Immacolata Vietri           | Campania 2            | Campania 2 - 02            | 05 - Scafati                         | Centro-destra               |                  | Fratelli d'Italia                                               |
| Gianluca Vinci                    | Emilia-Romagna        | Emilia-Romagna - 02        | Proporzionale                        | FDI                         |                  | Fratelli d'Italia                                               |
| Andrea Volpi                      | Lazio 1               | Lazio 1 - 02               | Proporzionale                        | FDI                         |                  | Fratelli d'Italia                                               |
| Alessandro Zan                    | Veneto 2              | Veneto 2 - 01              | Proporzionale                        | PD-IDP                      |                  | Partito Democratico - Italia Democratica e Progressista         |
| Luana Zanella                     | Veneto 2              | Veneto 2 - 02              | Proporzionale                        | AVS                         |                  | Alleanza Verdi e Sinistra (EV)                                  |
| Filiberto Zaratti                 | Lazio 1               | Lazio 1 - 01               | Proporzionale                        | AVS                         |                  | Alleanza Verdi e Sinistra (EV)                                  |
| Edoardo Ziello                    | Toscana               | Toscana - 03               | 04 - Pisa                            | Centro-destra               |                  | Lega per Salvini Premier                                        |
| Nicola Zingaretti                 | Lazio 1               | Lazio 1 - 01               | Proporzionale                        | PD-IDP                      |                  | Partito Democratico - Italia Democratica e Progressista         |
| Gianpiero Zinzi                   | Campania 2            | Campania 2 - 01            | Proporzionale                        | Lega                        |                  | Lega per Salvini Premier                                        |
| Eugenio Zoffili                   | Lombardia 2           | Lombardia 2 - 02           | Proporzionale                        | Lega                        |                  | Lega per Salvini Premier                                        |
| Riccardo Zucconi                  | Toscana               | Toscana - 01               | 03 - Lucca                           | Centro-destra               |                  | Fratelli d'Italia                                               |
| Immacolata Zurzolo                | Piemonte 1            | Piemonte 1 - 02            | Proporzionale                        | FDI                         |                  | Fratelli d'Italia                                               |

## Modifiche intervenute

### Modifiche intervenute nella composizione dell'assemblea
| Uscente                 | Entrante                | Data cessazione  | Data subentro    | Gruppo subentrante                                      | Causa cessazione                                                                  |
| ----------------------- | ----------------------- | ---------------- | ---------------- | ------------------------------------------------------- | --------------------------------------------------------------------------------- |
| Alessandra Todde        | Antonio Ferrara         | 9 aprile 2024    | 10 aprile 2024   | Movimento 5 Stelle                                      | Dimissioni (incompatibilità con la carica di Presidente della Sardegna)           |
| Alessandro Zan          | Nadia Romeo             | 9 luglio 2024    | 9 luglio 2024    | Partito Democratico - Italia Democratica e Progressista | Dimissioni (incompatibilità con la carica di Europarlamentare)                    |
| Nicola Zingaretti       | Patrizia Prestipino     | 9 luglio 2024    | 9 luglio 2024    | Partito Democratico - Italia Democratica e Progressista | Dimissioni (incompatibilità con la carica di Europarlamentare)                    |
| Flavio Tosi             | Maria Paola Boscaini    | 9 luglio 2024    | 9 luglio 2024    | Forza Italia - Berlusconi Presidente - PPE              | Dimissioni (incompatibilità con la carica di Europarlamentare)                    |
| Raffaele Fitto          | Antonio Maria Gabellone | 2 dicembre 2024  | 2 dicembre 2024  | Fratelli d'Italia                                       | Dimissioni (incompatibilità con la carica di Commissario europeo)                 |
| Enrico Letta            | Rosanna Filippin        | 20 dicembre 2024 | 20 dicembre 2024 | Partito Democratico - Italia Democratica e Progressista | Dimissioni                                                                        |
| Andrea Orlando          | Alberto Pandolfo        | 7 gennaio 2025   | 7 gennaio 2025   | Partito Democratico - Italia Democratica e Progressista | Dimissioni (incompatibilità con la carica di consigliere regionale della Liguria) |
| Anna Laura Orrico (M5S) | Andrea Gentile          | 12 marzo 2025    | 12 marzo 2025    | Forza Italia - Berlusconi Presidente - PPE              | Annullamento elezione (collegio uninominale Calabria - 02)                        |
| Elisa Scutellà          | Anna Laura Orrico       | 12 marzo 2025    | 12 marzo 2025    | Movimento 5 Stelle                                      | Annullamento elezione (collegio plurinominale Calabria - 01)                      |
| Emiliano Fenu           | Mario Perantoni         | 22 luglio 2025   | 22 luglio 2025   | Movimento 5 Stelle                                      | Dimissioni (incompatibilità con la carica di Sindaco di Nuoro)                    |

### Modifiche intervenute nella composizione dei gruppi

#### Fratelli d'Italia
- In data 12.08.2024 lascia il gruppo Andrea de Bertoldi, che aderisce al gruppo misto-NI.
- In data 02.12.2024 Raffaele Fitto cessa dal mandato parlamentare; lo stesso giorno gli subentra Antonio Maria Gabellone.
- In data 14.05.2025 Emanuele Pozzolo è espulso dal gruppo, venendo quindi iscritto d'ufficio al gruppo misto-NI.
- In data 05.06.2025 aderisce al gruppo Naike Gruppioni, proveniente dal gruppo IV-C-RE.
- In data 31.07.2025 lascia il gruppo Manlio Messina, che aderisce al gruppo misto-NI.

#### Partito Democratico - Italia Democratica e Progressista
- In data 23.04.2024 aderisce al gruppo Eleonora Evi, proveniente dal gruppo AVS.
- In data 09.07.2024 Alessandro Zan e Nicola Zingaretti cessano dal mandato parlamentare; lo stesso giorno gli subentrano rispettivamente Nadia Romeo e Patrizia Prestipino.
- In data 20.12.2024 Enrico Letta cessa dal mandato parlamentare; lo stesso giorno gli subentra Rosanna Filippin.
- In data 07.01.2025 Andrea Orlando cessa dal mandato parlamentare; lo stesso giorno gli subentra Alberto Pandolfo.

#### Lega - Salvini Premier
- In data 19.04.2024 lascia il gruppo Antonino Minardo, che aderisce al gruppo misto-NI.
- In data 05.02.2025 aderisce al gruppo Andrea De Bertoldi, proveniente dal gruppo misto-NI.
- In data 21.03.2025 lascia il gruppo Davide Bellomo, che aderisce al gruppo FI-PPE.

#### Forza Italia - Berlusconi Presidente - PPE
- In data 14.05.2024 aderisce al gruppo Giuseppe Castiglione, proveniente dal gruppo AZ-PER-RE.
- In data 09.07.2024 Flavio Tosi cessa dal mandato parlamentare; lo stesso giorno gli subentra Maria Paola Boscaini.
- In data 04.09.2024 aderisce al gruppo Giorgio Lovecchio, proveniente dal gruppo M5S.
- In data 16.09.2024 aderisce al gruppo Enrico Costa, proveniente dal gruppo AZ-PER-RE.
- In data 30.09.2024 aderisce al gruppo Isabella De Monte, proveniente dal gruppo IV-C-RE.
- In data 12.03.2025 la consistenza del gruppo aumenta di un'unità per le seguenti modifiche: il seggio di Anna Laura Orrico, appartenente al gruppo M5S, nel collegio uninominale Calabria - 02 viene riassegnato a Andrea Gentile, che aderisce al gruppo FI-PPE.
- In data 21.03.2025 aderisce al gruppo Davide Bellomo, proveniente dal gruppo Lega.
- In data 18.07.2025 aderisce al gruppo Antonino Minardo, proveniente dal gruppo misto-NI.

#### Movimento 5 Stelle
- In data 01.02.2024 lascia il gruppo Federica Onori, che aderisce al gruppo AZ-PER-RE.
- In data 09.04.2024 Alessandra Todde cessa dal mandato parlamentare. Il giorno seguente le subentra Antonio Ferrara.
- In data 04.09.2024 lascia il gruppo Giorgio Lovecchio, che aderisce al gruppo FI-PPE.
- In data 12.03.2025 la consistenza del gruppo diminuisce di un'unità per le seguenti modifiche: il seggio di Anna Laura Orrico, appartenente al gruppo M5S, nel collegio uninominale Calabria - 02 viene riassegnato a Andrea Gentile, che aderisce al gruppo FI-PPE; Anna Laura Orrico è di nuovo proclamata eletta nel collegio plurinominale Calabria - 01 in sostituzione di Elisa Scutellà, già appartenente al gruppo M5S, che cessa dal mandato parlamentare.
- In data 22.07.2025 Emiliano Fenu cessa dal mandato parlamentare. Lo stesso giorno gli subentra Mario Perantoni.

#### Azione - Popolari Europeisti Riformatori - Renew Europe
- Ad inizio legislatura il gruppo si costituisce con la denominazione Azione - Italia Viva - Renew Europe.
- In data 20.11.2023 lasciano il gruppo Francesco Bonifazi, Maria Elena Boschi, Mauro Del Barba, Isabella De Monte, Davide Faraone, Maria Chiara Gadda, Roberto Giachetti, Naike Gruppioni e Luigi Marattin, che aderiscono al gruppo IV-C-RE.
- In data 20.11.2023 viene rinominato Azione - Popolari Europeisti Riformatori - Renew Europe (AZ-PER-RE).
- In data 01.02.2024 aderisce al gruppo Federica Onori, proveniente dal gruppo M5S.
- In data 14.05.2024 lascia il gruppo Giuseppe Castiglione, che aderisce al gruppo FI-PPE.
- In data 16.09.2024 lascia il gruppo Enrico Costa, che aderisce al gruppo FI-PPE.
- In data 24.09.2024 lascia il gruppo Mara Carfagna, che aderisce al gruppo misto-NI.

#### Alleanza Verdi e Sinistra
- In data 09.01.2023 lascia il gruppo Aboubakar Soumahoro, che aderisce al gruppo misto-NI.
- In data 23.04.2024 lascia il gruppo Eleonora Evi, che aderisce al gruppo PD-IDP.

#### Noi Moderati (Noi con l'Italia, Coraggio Italia, UDC e Italia al Centro)-MAIE-Centro Popolare
- Ad inizio legislatura aderiscono al gruppo 9 deputati: 3 di Noi con l'Italia (Alessandro Colucci, Maurizio Lupi e Francesco Saverio Romano); 1 di Coraggio Italia (Martina Semenzato); 1 dell'Unione di Centro (Lorenzo Cesa); 2 di Italia al Centro (Giuseppe Bicchielli e Ilaria Cavo); 1 del MAIE (Franco Tirelli); 1 sospesosi da Fratelli d'Italia (Calogero Pisano). Il gruppo si costituisce con la denominazione Noi Moderati (Noi con l'Italia, Coraggio Italia, UDC, Italia al Centro) - MAIE.
- In data 02.03.2023 aderisce al gruppo Michela Vittoria Brambilla, proveniente dal gruppo misto-NI.
- In data 18.04.2024 lascia il gruppo Lorenzo Cesa, che aderisce al gruppo misto-NI.
- In data 30.10.2024 il gruppo assume la denominazione Noi Moderati (Noi con l'Italia, Coraggio Italia, UDC e Italia al Centro)-MAIE-Centro Popolare.
- In data 30.10.2024 aderisce al gruppo Mara Carfagna, proveniente dal gruppo misto-NI.

#### Italia Viva - Il Centro - Renew Europe
- Il gruppo si costituisce in data 20.11.2023. Ad esso aderiscono i deputati Francesco Bonifazi, Maria Elena Boschi, Mauro Del Barba, Isabella De Monte, Davide Faraone, Maria Chiara Gadda, Roberto Giachetti, Naike Gruppioni e Luigi Marattin, provenienti dal gruppo A-IV-RE.
- In data 09.09.2024 lascia il gruppo Luigi Marattin, che aderisce al gruppo misto-NI.
- In data 30.09.2024 lascia il gruppo Isabella De Monte, che aderisce al gruppo FI-PPE.
- In data 05.06.2025 lascia il gruppo Naike Gruppioni, che aderisce al gruppo FdI.

#### Gruppo misto

##### Minoranze linguistiche
- Alla componente aderiscono i 3 deputati eletti nella lista SVP-PATT (Renate Gebhard, Manfred Schullian e Dieter Steger) e il deputato eletto nella lista Vallée d'Aoste (Franco Manes).

##### +Europa
- Nessuna modifica intervenuta.

##### Non iscritti ad alcuna componente
- Ad inizio legislatura risultano fra i non iscritti Michela Vittoria Brambilla (eletta nella coalizione di centro-destra) e Francesco Gallo (eletto nella lista Sud chiama Nord).
- In data 09.01.2023 aderisce al gruppo Aboubakar Soumahoro, proveniente dal gruppo AVS.
- In data 02.03.2023 lascia il gruppo Michela Vittoria Brambilla, che aderisce al gruppo NM(N-C-U-I)-M.
- In data 18.04.2024 aderisce al gruppo Lorenzo Cesa, proveniente dal gruppo NM(N-C-U-I)-M.
- In data 19.04.2024 aderisce al gruppo Antonino Minardo, proveniente dal gruppo Lega.
- In data 12.08.2024 aderisce al gruppo Andrea de Bertoldi, proveniente dal gruppo FdI.
- In data 09.09.2024 aderisce al gruppo Luigi Marattin, proveniente dal gruppo IV-C-RE.
- In data 24.09.2024 aderisce al gruppo Mara Carfagna, proveniente dal gruppo AZ-PER-RE.
- In data 30.10.2024 lascia il gruppo Mara Carfagna, che aderisce al gruppo NM(N-C-U-I)M-CP.
- In data 05.02.2025 lascia il gruppo Andrea De Bertoldi, che aderisce al gruppo Lega.
- In data 14.05.2025 il deputato Emanuele Pozzolo è espulso dal gruppo FdI, venendo quindi iscritto d'ufficio al gruppo misto-NI.
- In data 18.07.2025 lascia il gruppo Antonino Minardo, che aderisce al gruppo FI-PPE.
- In data 31.07.2025 aderisce al gruppo Manlio Messina, proveniente dal gruppo FdI.

## Organizzazione interna ai gruppi
| Presidente | Vicepresidenti | Segretari/segretari d'aula | Tesorieri                  |
| Fratelli d'Italia | Fratelli d'Italia | Fratelli d'Italia | Fratelli d'Italia          |
| --- | --- | --- | -------------------------- |
| - Galeazzo Bignami (dal 03.12.2024) - Tommaso Foti (dal 09.11.2022 al 02.12.2024) - Francesco Lollobrigida (fino al 09.11.2022) | - Alfredo Antoniozzi - Elisabetta Gardini - Massimo Ruspandini Vicepresidente vicario: - Manlio Messina | – | - Angelo Rossi             |
| Partito Democratico - Italia Democratica e Progressista                                                                         | | |                            |
| - Chiara Braga (dal 28.03.2023) - Debora Serracchiani (fino al 28.03.2023)                                                      | - Simona Bonafè (fino al 28.03.2023) - Piero De Luca (fino al 07.06.2023) - Giuseppe Provenzano (fino al 28.03.2023) - Valentina Ghio (dal 28.03.2023) - Toni Ricciardi (dal 28.03.2023) - Paolo Ciani (dal 07.06.2023) Vicepresidente vicario: - Simona Bonafè (dal 28.03.2023) | - Andrea Casu - Sara Ferrari - Federico Fornaro - Valentina Ghio - Toni Ricciardi (fino al 28.03.2023) - Silvia Roggiani - Roberto Morassut - Piero De Luca (dal 07.06.2023) | - Andrea De Maria          |
| Lega - Salvini Premier | | |                            |
| - Riccardo Molinari | - Alberto Bagnai - Francesco Bruzzone - Dimitri Coin - Domenico Furgiuele Vicepresidente vicario: - Igor Iezzi | – | - Laura Cavandoli          |
| Movimento 5 Stelle | | |                            |
| - Francesco Silvestri | - Agostino Santillo Vicepresidente vicario: - Vittoria Baldino | - Carmela Auriemma - Enrico Cappelletti | - Emiliano Fenu            |
| Forza Italia - Berlusconi Presidente - PPE                                                                                      | | |                            |
| - Paolo Barelli (dal 28.03.2023) - Alessandro Cattaneo (fino al 28.03.2023)                                                     | – | – | –                          |
| Azione - Popolari europeisti riformatori - Renew Europe                                                                         | | |                            |
| - Matteo Richetti | Vicepresidente vicario: - Elena Bonetti (dal 21.11.2023) - Mauro Del Barba (fino al 20.11.2023) | - Fabrizio Benzoni (dal 21.11.2023) - Antonio D'Alessio (dal 21.11.2023) - Enrico Costa (fino al 20.11.2023) - Maria Chiara Gadda (fino al 20.11.2023)                       | - Giulio Cesare Sottanelli |
| Alleanza Verdi e Sinistra | | |                            |
| - Luana Zanella | - Marco Grimaldi | – | - Francesco Mari           |
| Noi Moderati (Noi con l'Italia, Coraggio Italia, UDC e Italia al Centro)-MAIE-Centro Popolare                                   | | |                            |
| - Maurizio Lupi | - Giuseppe Bicchielli | – | - Martina Semenzato        |
| Italia Viva - Il Centro - Renew Europe                                                                                          | | |                            |
| - Davide Faraone | Vicepresidente vicario: - Maria Chiara Gadda | - Isabella De Monte (fino al 30.09.2024) - Luigi Marattin (fino al 09.09.2024)                                                                                               | - Mauro Del Barba          |
| Misto | | |                            |
| - Manfred Schullian | - Renate Gebhard - Riccardo Magi | – | –                          |